# Izon-la-Bruisse
Izon-la-Bruisse ist ein Ort und eine französische Gemeinde mit 12 Einwohnern (Stand: 1. Januar 2022) im Département Drôme in der Region Auvergne-Rhône-Alpes (vor 2016 Rhône-Alpes). Sie gehört zum Arrondissement Nyons und zum Kanton Nyons et Baronnies. 

## Lage
Izon-la-Bruisse liegt etwa 76 Kilometer nordöstlich von Avignon am Méouge. Umgeben wird Izon-la-Bruisse von den Nachbargemeinden Montauban-sur-l’Ouvèze im Nordwesten und Norden, Laborel im Norden, Sainte-Colombe im Nordosten und Osten, Ballons im Südosten und Süden, Eygalayes im Süden sowie Vers-sur-Méouge im Südwesten.

## Bevölkerungsentwicklung

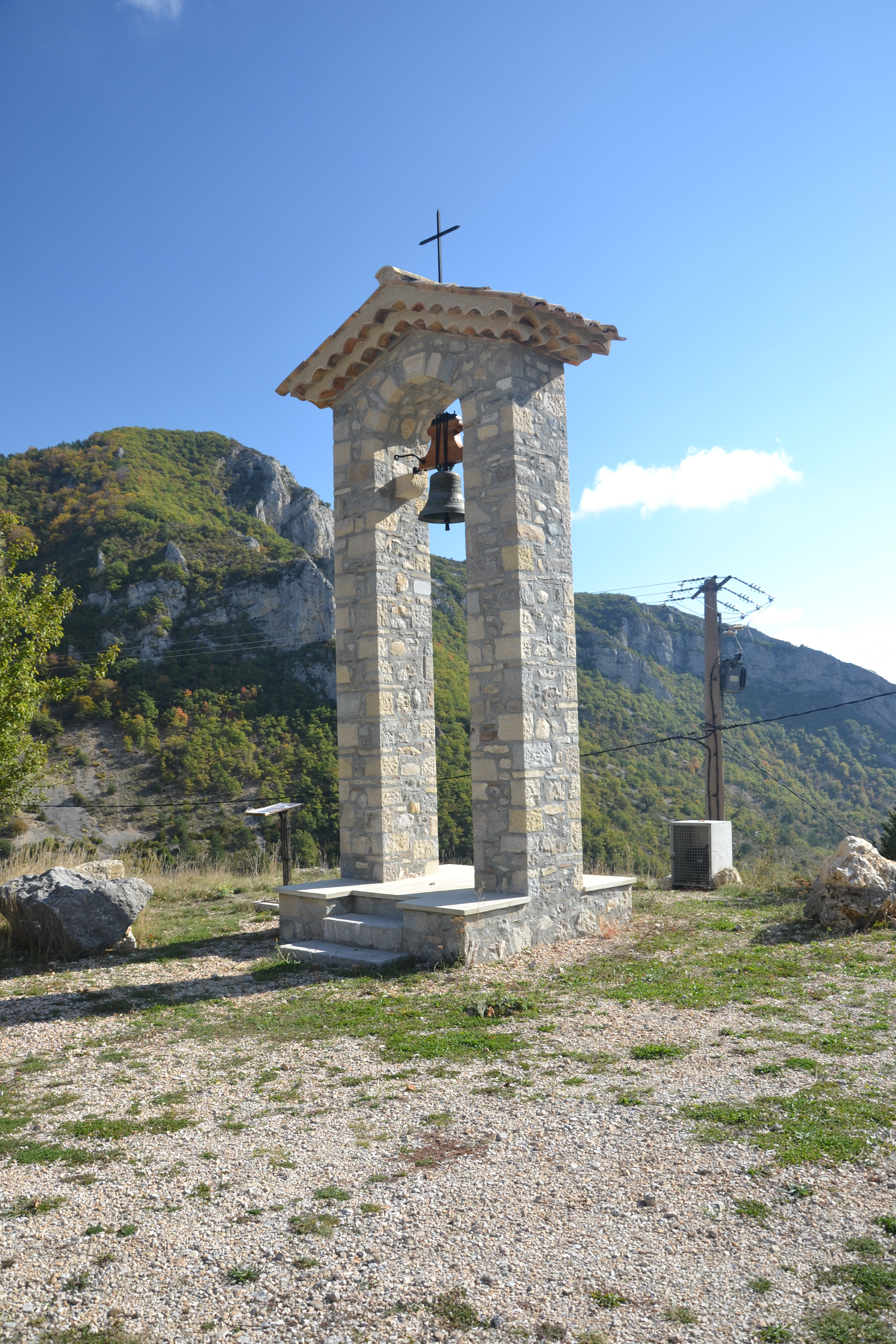
Reste der Kirche

| Jahr                       | 1962 | 1968 | 1975 | 1982 | 1990 | 1999 | 2006 | 2019 |
| -------------------------- | ---- | ---- | ---- | ---- | ---- | ---- | ---- | ---- |
| Einwohner                  | 10   | 5    | 5    | 8    | 6    | 14   | 14   | 11   |
| Quellen: Cassini und INSEE |      |      |      |      |      |      |      |      |